# Bernard de Tiron
Pour les articles homonymes, voir Tiron.
Saint Bernard de Tiron (Abbeville c. 1050 - Abbaye de la Sainte-Trinité de Tiron 1117), appelé aussi Bernard de Ponthieu, saint Bernard de Ponthieu ou saint Bernard d'Abbeville, est un ermite qui vécut dans le Maine à la fin du XIe et au début du XIIe siècle, contemporain et émule de Robert d'Arbrissel, Raoul de la Futaie, Vital de Mortain et saint Alleaume, qui édifia en 1109 l'abbaye de la Sainte-Trinité de Tiron, dans le Perche.

## Biographie

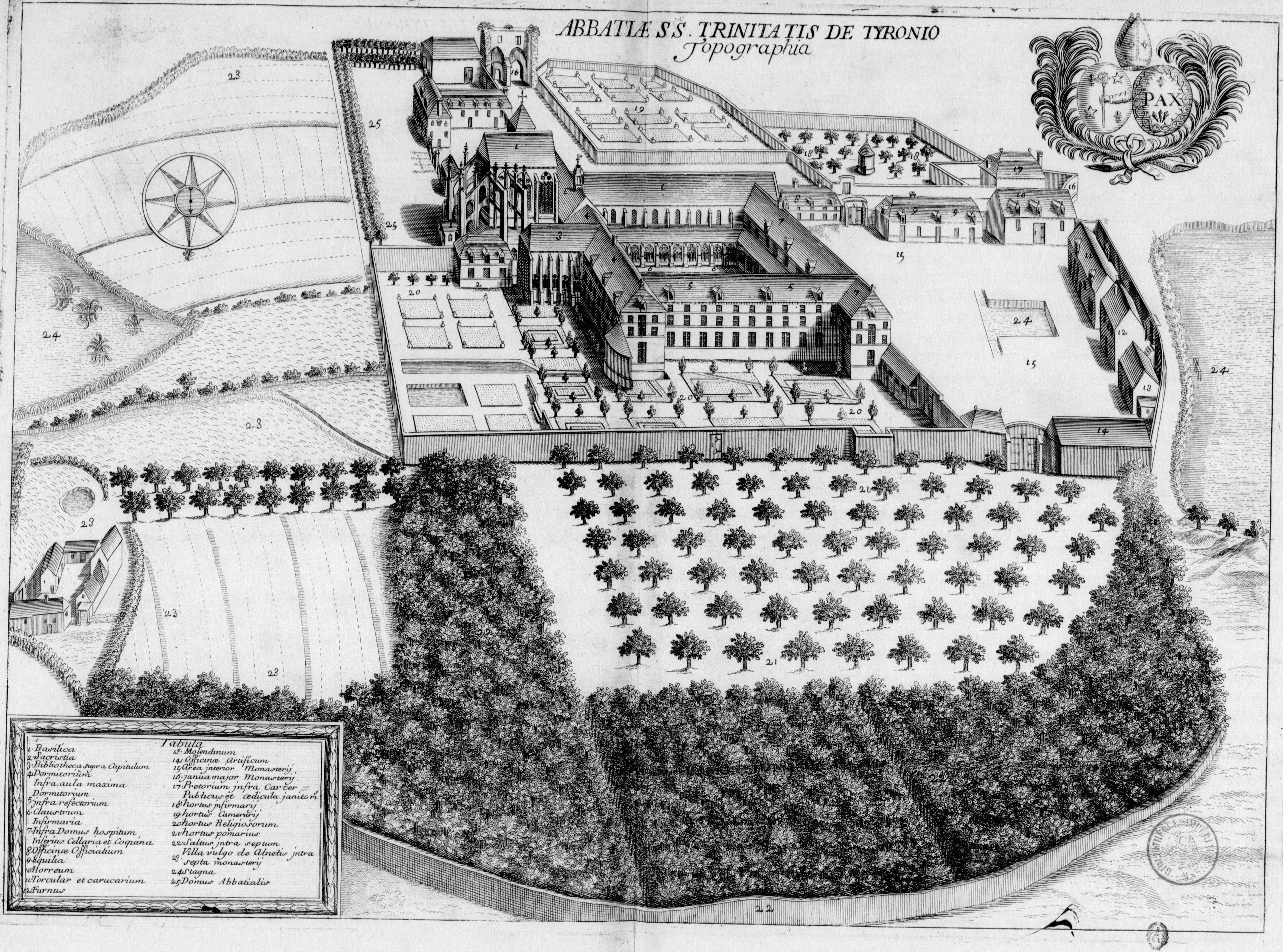
Gravure de l'abbaye de la Sainte-Trinité de Tiron au XVIIe siècle, Dom Michel Germain, Monasticon gallicanum, BnF.

Le fondateur du monastère de Tiron, saint Bernard de Ponthieu, né près d’Abbeville vers 1050, quitte sa terre natale pour l'Aquitaine vers sa vingtième année. Il passe encore une vingtaine d'années dans les monastères de Saint-Cyprien près de Poitiers et de Saint-Savin-sur-Gartempe dont on veut le faire abbé. Devant cette perspective et obéissant à une impulsion qui pousse alors les plus fervents d'entre les moines à la vie érémitique, à la suite de longs démêlés avec les moines de Cluny, il résigne sa charge et, avec la permission du pape, s'en vient, guidé par Pierre de l'Étoile, son voisin, dans la partie du Maine limitrophe de la Bretagne, trouver les trois grands chefs des ermites, Robert d'Arbrissel (dans la forêt de Craon en 1096), Vital de Mortain et Raoul de la Futaie. Accueilli sous un nom d'emprunt, on lui donne le choix d'un ermitage ou d'un compagnon. Il choisit, près d'une église en ruines dédiée à saint Médard, probablement dans la région de Saint-Mars-sur-la-Futaie, la cabane d'un ermite, Pierre, tourneur sur bois, qui lui apprend le travail manuel.
Malgré le nom de Guillaume, qu'a pris Bernard depuis sa fuite, malgré la distance qui le sépare de l'abbaye poitevine, ses anciens compagnons finissent par découvrir sa retraite. Le sachant, il s'enfuit jusqu'à l'île de Chausey. Dans ce nouvel asile, bravant les rigueurs du climat et sans crainte des pirates, il vit dans une caverne, jusqu'à ce que les habitants lui fassent une cabane des épaves de la mer. Mais les souvenirs des forêts du Maine ne le quittent pas et, cédant aux prières de ses anciens compagnons, il y revient, en se fixant cette fois à Fontaine-Géhard (actuellement sur la commune de Châtillon-sur-Colmont), qui était déjà ou devient grâce à lui, le centre principal des ermites du Bas-Maine. De nombreux ermites viennent bâtir des cellules autour de la sienne, et des foules désireuses de connaître ses leçons viennent le rencontrer.
Sa renommée va jusqu'au monastère de Saint-Cyprien en Poitou où le vieil abbé Renault, qui avait accueilli Bernard dans sa vingtième année, vit encore. Celui-ci ne peut résister au désir de ramener son disciple auprès de lui. Il y parvient, et Bernard reprend l'habit de son ordre. Renault le désigne comme son successeur à la communauté. Au concile de Poitiers (novembre 1100), Bernard donne avec Robert d'Arbrissel un exemple de fermeté apostolique en bravant les menaces du duc d'Aquitaine. Puis, quand l'ordre de Cluny veut s'emparer de son abbaye, plutôt que d'y donner la main, Bernard revient trouver Robert d'Arbrissel et Vital de Mortain, cette fois pour prêcher de ville en ville, dans le Maine et en Normandie, la réforme des peuples et du clergé.
Un nouvel appel des religieux de Saint-Cyprien lui fait entreprendre un voyage à Rome, où il plaide leur cause contre les prétentions envahissantes de l'ordre de Cluny. De là, l'amour de la retraite le pousse de nouveau dans l'île de Chausey, d'où, chassé par les pirates, il revient dans ses forêts du Maine, cette fois à Chêne-Douet près de Fougères.
Mais, en ce début du XIIe siècle, la vie érémitique, par le fait même de la multiplication des vocations, devient impraticable : il faut grouper dans des établissements stables, où la régularité constitue une sauvegarde, les ermites trop nombreux. Comme le font par ailleurs Robert d'Arbrissel, Vital de Mortain et Raoul de la Futaie, Bernard réunit de nombreux disciples dans la forêt de La Guierche, mais s'aperçoit que le voisinage de Savigny où Vital de Mortain avait créé son abbaye, s'oppose à leur développement commun.
C'est alors qu'il va s'établir dans le Perche, dont le comte est Rotrou III le Grand. Ce prince lui offre d’abord Arcisses (commune de Brunelles), mais la donation est révoquée par la mère de Rotrou III, qui défend les moines clunisiens de l’abbaye Saint-Denis de Nogent-le-Rotrou. Alors Rotrou III lui donne un lieu inculte en pleine forêt, à peu de distance du bourg actuel de Thiron. C’est là que saint Bernard édifie un monastère primitif où il célèbre pour la première fois la messe le jour de Pâques 1109, avec l’évêque Yves de Chartres. Une chapelle dédiée à sainte Anne, proche de l’étang du même nom, marque aujourd’hui cet emplacement. Des difficultés s’étant élevées avec les moines clunisiens de Saint-Denis de Nogent, saint Bernard abandonne son monastère de Sainte-Anne et, avec l’autorisation de l’évêque saint Yves, vint se fixer sur la paroisse de Gardais, dépendant du chapitre de Chartres, là où s’élève actuellement Thiron (1114).
Grâce aux dons des rois et des plus grands seigneurs de France, d’Angleterre et même d’Écosse, il se met à construire un nouveau monastère. De cette époque, il ne reste que l’église telle qu’elle existe actuellement. Le manque d’ornementation architecturale montre bien l’esprit de saint Bernard, plus austère que celui de la règle de saint Benoît dont il s’inspirait. Les disciples de saint Bernard différaient en outre des bénédictins par leur robe gris fumée, à longs poils. Ils s’adonnaient à la prière et à toutes sortes de travaux manuels. C’est à eux que l’on doit le défrichement et la mise en culture du pays, la création de l’étang de Thiron, de celui de Saint-Anne, de celui des Aulnaies, asséché en 1842 et dont la route de Thiron à Combres emprunte la levée.
Bernard meurt le 14 avril 1117.

## Livre des records
Bernard de Tiron eut le plus long procès de canonisation de toute l'histoire de la chrétienté : 744 ans (1117-1861). Il est fêté le 14 avril.

### Sources
- Bernard Beck, Saint Bernard de Tiron, l'ermite, le moine et le monde, La Mandragore. Esquisse d'un portrait de Bernard de Tiron (vers 1050-1117) : vocation, cheminements (de la collectivité monastique à l'ermitage, de l'anachorèse au cénobitisme), charismes (thaumaturgie, don divinatoire, prédication) et traits physiques.
- « Bernard de Tiron », dans Alphonse-Victor Angot et Ferdinand Gaugain, Dictionnaire historique, topographique et biographique de la Mayenne, Laval, A. Goupil, 1900-1910 [détail des éditions] (BNF 34106789, présentation en ligne)